# بطاقات الخصم

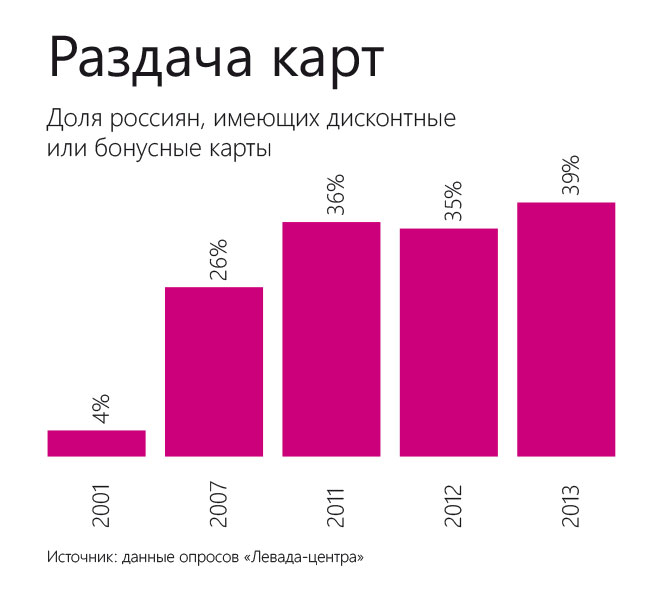

بطاقة الخصم هي بطاقة أو وثيقة، تكون عادة بطاقة ائتمان بلاستيكية أو بطاقة ورقية، تخوّل لحاملها الحصول على خصومات السلع والخدمات التي يتلقاها، ويكون الخصم بنسبة 10% أو 20% من السعر، و يمكن أصدار البطاقات كجزء من برنامج الولاء، والتي تقدم خصومات لعملائها الحاليين لتضمن أستمرارهم، وربما يحصلون على سلع وخدمات مجانية أو خصومات متواضعة بقصد اقناع وتشجيع العملاء الجدد أن يصبحوا زبائن دائمين للمتاجر المشاركة، وربما تباع للأعضاء للحصول على خصم أكبر، على سبيل المثال: تقدم بطاقة خصم المطاعم تخفيضات تصل ل50% في العديد من المطاعم، وبكلفة سنوية كبيرة. يوفر هذه البطاقات تاجر أو مجموعة من التجار، بواسطة النوادي أو الجمعيات التي تتفاوض نيابة عن جميع الأعضاء لكسب المنفعة، أو بواسطة منظمات رسمية تقدم أسعاراً ميسرة للفئات المؤهلة  كذوي الاحتياجات الخاصة.

## أنواع بطاقة الخصم
- بطاقات الولاء
- بطاقات تمنح خصومات للتعليم، في عديد من الحالات، يمنح الخصم تبعا لوضع الطالب، دون بطاقة خاصة.
- بطاقات تمنح خصومات عسكرية،[1][2] وفي حالات كثيرة، يمنح الخصم بناء على أثبات عضوية الشخص الحالية أو السابقة  في الخدمة العسكرية، دون بطاقة خاصة.
- بطاقات تمنح خصومات العجز[3]، وفي حالات كثيرة يمكن منح الخصم عند أثبات العجز، دون بطاقة خاصة.
- بطاقات أثبات السن، بطاقة تثبت عمر حامل البطاقة. هذا النوع من البطاقات، على سبيل المثال يمنح الأطفال الأكبر سناً خصماً للسفر و

سائل النقل العام . وتستخدم بطاقات من هذا النوع أيضاً لأثبات بأن الأشخاص أو الشباب قد وصلوا السن القانوني بحيث يسمح لهم على سبيل المثال شراء التبغ والمشروبات الكحولية.